# 碓氷湖
碓氷湖（うすいこ）は、群馬県安中市にある湖。利根川水系碓氷川に建設された坂本ダム（さかもとダム）によって形成される人造湖（ダム湖）である。

## 歴史
碓氷湖を形成する坂本ダムは本来、1958年（昭和33年）度に建設省（現・国土交通省）による砂防事業の一環として建設された、高さ28.5メートル、堤頂長74メートルの砂防堰堤であった。1978年（昭和53年）度に天端を3メートルかさ上げし、1981年（昭和56年）度には群馬県に河川管理施設として移管されている。その後、ダム再開発事業として1985年（昭和60年）度より調査を開始、ダム補強工事・管理設備工事・工事用および周遊道路工事を経て、1994年（平成6年）度に完成した。

## 周辺
坂本ダムおよび碓氷湖は、旧国道18号、信越本線のアプト式鉄道で有名だった碓氷峠の群馬県側にある。ダム改築と同時に碓氷湖の周辺整備も行われ、湖岸を一周する遊歩道や駐車場の整備、坂本ダム上の橋や湖を渡る橋梁の整備を行った。特に橋梁については重要文化財に指定されている碓氷第三橋梁を始めとする碓氷鉄道施設遺産群に配慮して明治風のデザインを採用している。
碓氷湖は新緑や紅葉の時期には素晴らしい景観を醸し出し、峠の釜めしで有名な横川駅、映画『人間の証明』で有名になった霧積（きりづみ）温泉、霧積湖（霧積ダム湖）、碓氷峠鉄道文化むら、廃線跡を利用した遊歩道（アプトの道）、日本三大奇勝の一つ妙義山や軽井沢にも近いことから観光地の一つになっている。

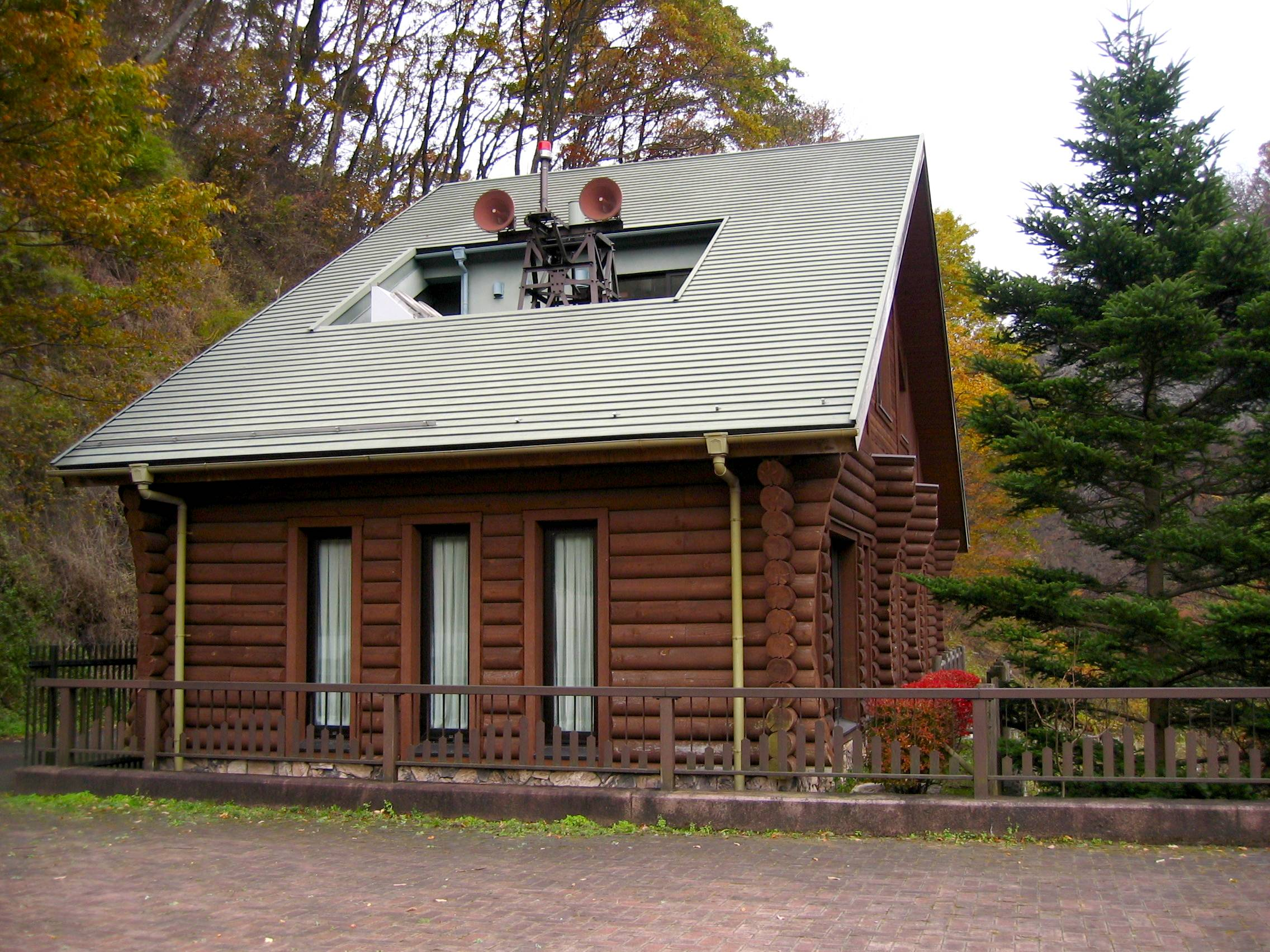
坂本ダム管理事務所 ログハウス風の建物。わき道を下りるとダム直下まで行ける。
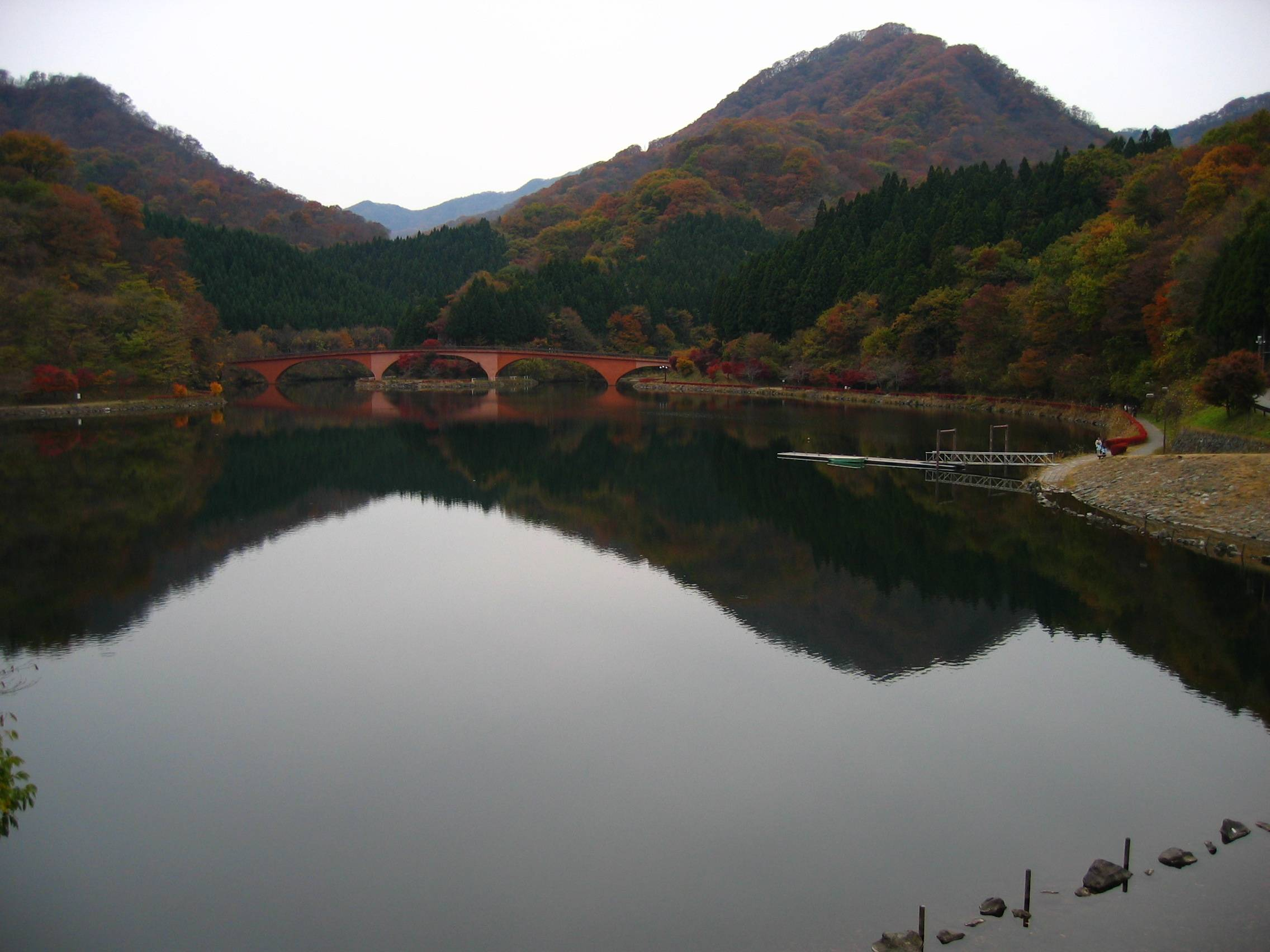
碓氷湖

## アクセス
公共交通機関
JR信越本線・横川駅よりJRバス関東（めがねバス）約11分・「碓氷湖」バス停下車。
※季節運行路線につき運転日に注意
自家用自動車
JR信越本線・横川駅より車で10分。